# Hemidactylus bouvieri
Hemidactylus bouvieri este o specie de șopârle din genul Hemidactylus, familia Gekkonidae, descrisă de Bocourt 1870.

## Subspecii
Această specie cuprinde următoarele subspecii:
- H. b. bouvieri
- H. b. boavistensis
- H. b. razoensis